# Poke (gastronomia statunitense)

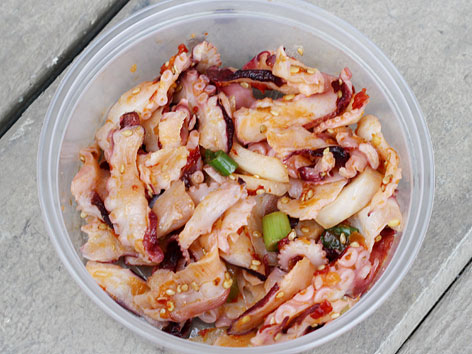
Poke di tako (polpo) o "he'e poke", con kimchi, olio di semi di sesamo, peperoncino tritato e sale marino

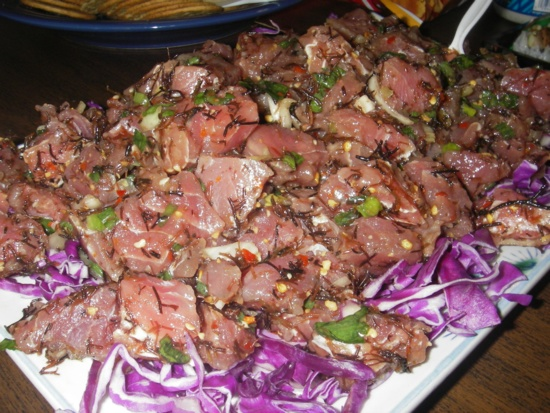
Ahi poke, preparato con tonno pinna gialla, cipolle verdi, peperoncino, sale marino, salsa di soia, olio di semi di sesamo, noci di kukui e alghe marine, servito su un letto di cavolo rosso

Il poke (lett. "tagliare a pezzi" in hawaiano; a volte, scritto in inglese poké in ausilio alla pronuncia corretta) è un piatto hawaiano a base di pesce crudo marinato, servito come antipasto o come portata principale. È uno dei piatti principali della cucina hawaiana.

## Storia
Secondo la storica della gastronomia Rachel Laudan, l'attuale preparazione dei poke divenne popolare attorno agli anni settanta. Essa prevede un condimento di sale hawaiano, alghe marine, polpa di noci kukui alla griglia.
A partire dal 2012, il poke vide un aumento di popolarità negli Stati Uniti continentali, con un crescente aumento di ristoranti di poke (la maggior parte dei quali ristoranti fast casual).
Negli anni seguenti il poke ha acquisito popolarità anche in Europa. Nel Regno Unito catene e ristoranti hanno iniziato a espandersi dal 2017, mentre in Italia i primi ristoranti hanno aperto nel 2017 a Milano con la catena I Love Poke per poi prendere piede nelle maggiori città della penisola nell'anno successivo.

## Ingredienti
Il tradizionale poke hawaiano consiste di pesce spellato, sventrato e deliscato. Tagliato in filetti trasversali, viene poi servito con condimenti come sale marino, kimchi e alghe marine (dette limu, in particolare la limu kohu). Le forme tradizionali sono aku (a base di tonno) e he'e (a base di polpo). Il poke he'e è solitamente chiamato in giapponese "tako", tranne nei posti in cui viene parlata la lingua hawaiana, come l'isola di Niihau. L'ahi poke è generalmente fatto con tonno pinna gialla. Varianti possono includere il salmone o frutti di mare serviti crudi assieme al tipico condimento "poke".
Il tipo di condimento dei poke deriva dalla tradizione dei pescatori hawaiani, che erano soliti prepararlo con gli scarti del loro pescato e mangiarlo come spuntino. I condimenti tradizionali del poke furono pesantemente influenzati dalla cucina giapponese e altre cucine asiatiche. Tra i suoi ingredienti principali, infatti, troviamo salsa di soia, cipolle verdi e olio di semi di sesamo. Fra gli altri ingredienti, possiamo trovare: il furikake (un misto di pesce e alghe essiccati e semi di sesamo), pezzetti di peperoncino secco o fresco, alghe marine, sale marino, inamona, uova di pesce e cipolle Maui.

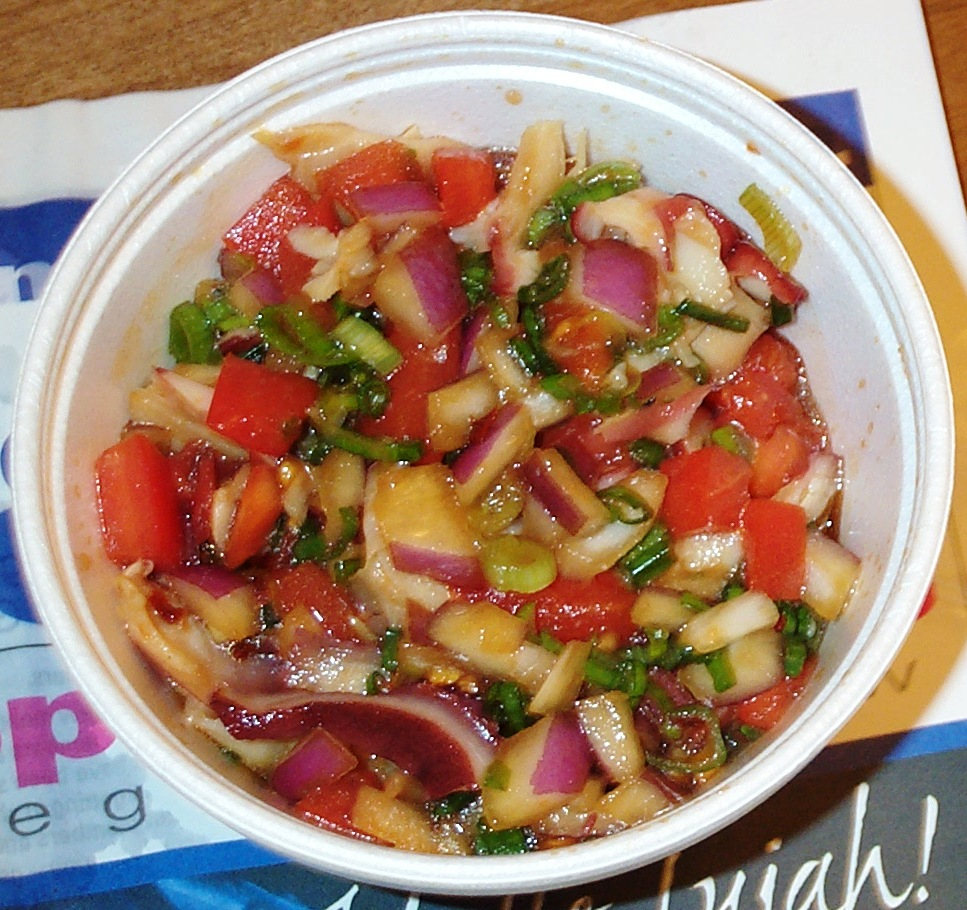
Poke di tako (polpo) o "he'e poke", con: pomodori, cipolle verdi, cipolle Maui, salsa di soia, olio di semi di sesamo, sale marino e peperoncino

## Poke bowls

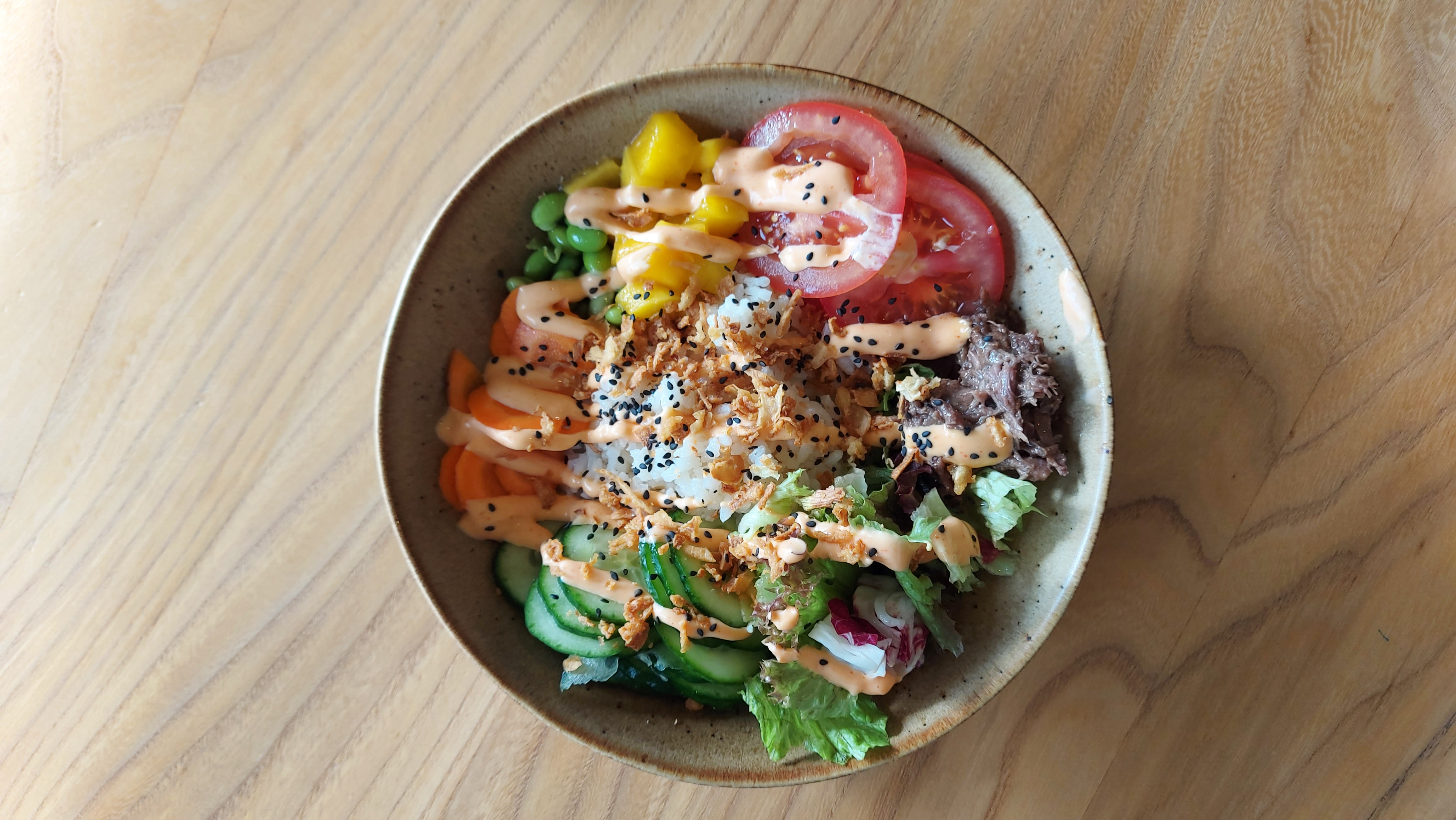
Una poke bowl

Oggigiorno si è ampiamente diffusa una variante del poke, le cosiddette "poke bowls" (in italiano: "ciotole di poke"), ovvero delle insalate miste a base di pesce crudo marinato tagliato a pezzetti, riso, verdure, frutta, semi oleosi e condite con varie salse. I locali in cui si preparano e consumano le poke bowls vengono denominati "pokerie" o "poke shop".